# Mateo Silvetti
Mateo Silvetti (Rosario, 14 de enero de 2006) es un futbolista argentino. Juega como extremo y su equipo actual es Newell's Old Boys, de la Primera División de Argentina.

## Trayectoria

### Newell's Old Boys
Mateo Silvetti hizo su debut en la primera división de Newell’s el 19 de julio de 2024 en la victoria del equipo rojinegro por 1-0 ante Barracas Central como visitante. 

## Selección nacional
En septiembre de 2024 fue convocado por Javier Mascherano a la selección de fútbol sub-20 de Argentina para disputar amistosos internacionales.

## Estadísticas

### Clubes
Actualizado al último partido disputado el 29 de abril de 2025.
| Club                        | Div.                | Temporada           | Liga | Liga | Copa Nacional | Copa Nacional | Copa Internacional | Copa Internacional | Total | Total |
| Club                        | Div.                | Temporada           | PJ   | G    | PJ            | G             | PJ                 | G                  | PJ    | G     |
| --------------------------- | ------------------- | ------------------- | ---- | ---- | ------------- | ------------- | ------------------ | ------------------ | ----- | ----- |
| Newell's Old Boys Argentina | 1.ª                 | 2024                | 20   | 4    | 1             | 0             | -                  | -                  | 21    | 4     |
| Newell's Old Boys Argentina | 1.ª                 | 2025                | 15   | 2    | 1             | 0             | -                  | -                  | 16    | 2     |
| Newell's Old Boys Argentina | Total               | Total               | 35   | 6    | 2             | 0             | -                  | -                  | 37    | 6     |
| Total en su carrera         | Total en su carrera | Total en su carrera | 35   | 6    | 2             | 0             | -                  | -                  | 37    | 6     |